# Serreia notabilis
Serreia notabilis is een halfvleugelig insect uit de familie Machaerotidae. De wetenschappelijke naam van deze soort is voor het eerst geldig gepubliceerd in 1927 door Baker.